# Мудрёная (станция скоростного трамвая)

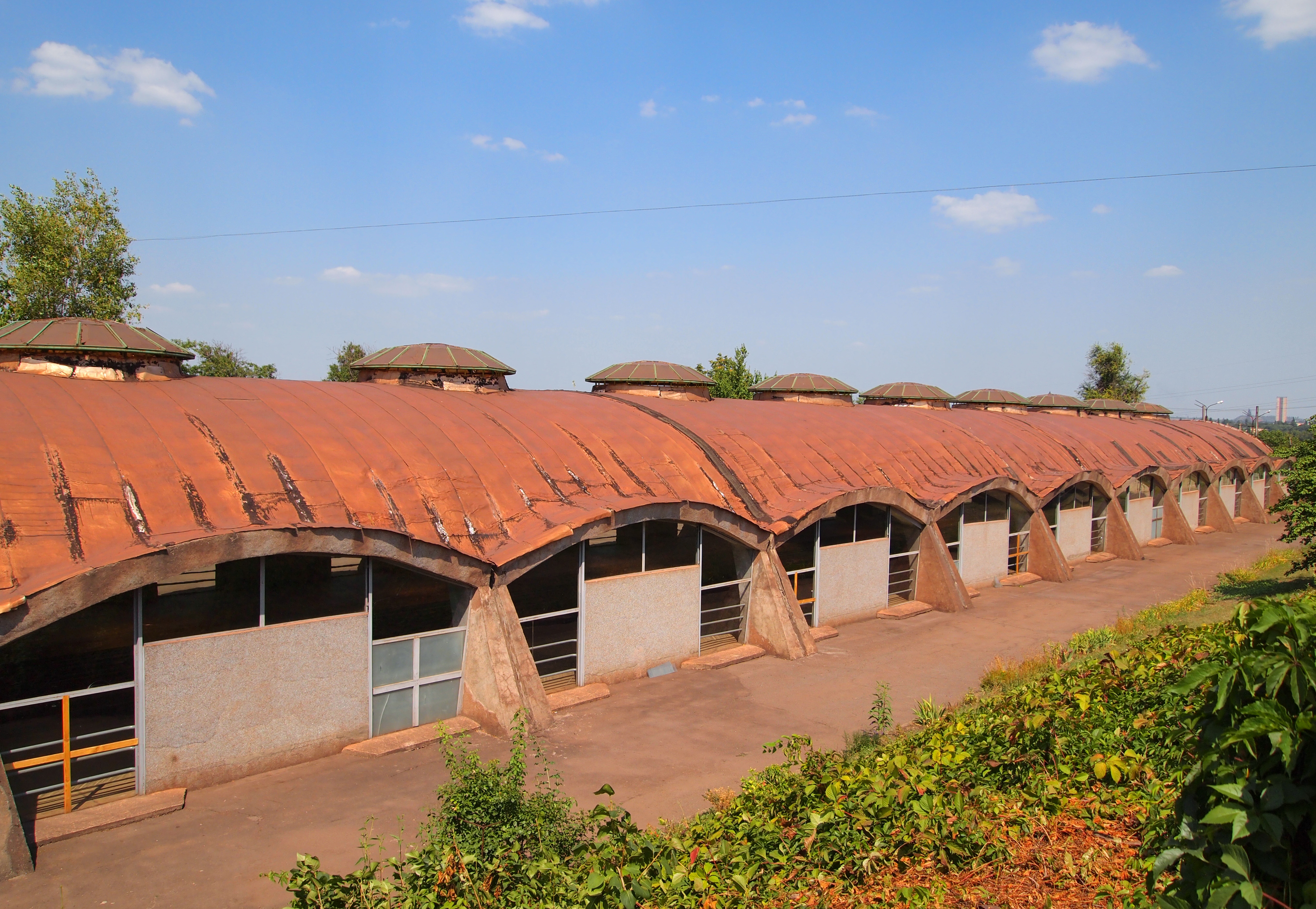
Вид станции снаружи

«Мудрёная» (укр. Мудрьона) — станция лёгкого метро в городе Кривой Рог. Открыта 26 декабря 1986 года как временная в составе первой очереди строительства. 2 мая 1989 года станция была открыта в её современном виде. Остатки старой станции были демонтированы. Станция носит современное название с 23 апреля 2016 года и была переименована согласно закону о декоммунизации. Принимает маршруты 1М 2М
3М 4М

## Описание
Станция расположена в промышленной зоне города. Жилая застройка вокруг «Мудрёной» представлена постройками частного сектора.
Это наземная односводчатая станция, своды которой напоминают вытянутую баню. Держится на двух рядах опор, в верхней части забетонирована, в нижней части между опорами оставлены стеклянные перегородки с сиденьями.
На перегоне «Мудрёная» — «Городской Совет» происходит пересечение туннелей в вертикальном сечении (платформа станции «Городской Совет» — островного типа). Южным торцом станция упирается в холм, поэтому непосредственно после платформ начинается тоннель. Над ним находится вестибюль станции с кассами и турникетами, которые соединены с платформами лестницей.
К северу от станции расположено двухпутное разворотное кольцо с небольшой асфальтированной площадкой.

## История
С 26 декабря 1986 года по 1 мая 1989 года станция располагалась севернее своего нынешнего положения. Она была открытого типа и использовалась для движения вагонов по маршруту «Дзержинская» — «Площадь Труда».
13 декабря 1988 года заработали пути и платформы нынешней станции. Это произошло в рамках открытия участка «Дзержинская» — «Городской Совет». Тогда между этими станциями было организовано челночное движение: для путешествия до станции «Городской Совет» на «Дзержинской» пассажиры должны были пересаживаться в сцепленные для двустороннего движения трёхвагонные поезда Tatra T3.
С 2 мая 1989 года, с открытием второй очереди метро, станция заработала в обычном транзитном режиме.

## Интересные факты
- Станция «Мудрёная» расположена в очень необычном месте:
  - До ближайшей улицы с автомобильным движением идти около 15 минут через частный сектор;
  - В 200 м расположена туристическая достопримечательность под названием «Красное озеро». Целый год озеро сохраняет свой насыщенный красно-розовый цвет. Это крупный техногенный пруд-накопитель шахтных вод шахт "Артём-1" и «Гигант-Глубокая», откачанных из-под земли с глубины более 1 км. Вода озера содержит большое количество брома, йода, натрия, калия и магния. Иногда пруд сильно пересыхает. Линия метротрама проложена через дамбу, отделяющую озеро от Саксаганского водохранилища[1].
  - Рядом со станцией расположена железнодорожная станция Мудрёная, но на ней останавливаются только пригородные поезда.

## Объявление информатора
- Обережно, двері зачиняються! Наступна станція «Дзержинська» (укр.)
- Станція «Дзержинська» (укр.)